# Онак
Она́к (фр. Aunac) — коммуна во Франции, находится в регионе Пуату — Шаранта. Департамент — Шаранта. Входит в состав кантона Манль. Округ коммуны — Конфолан.
Код INSEE коммуны — 16023.
Коммуна расположена приблизительно в 370 км к юго-западу от Парижа, в 75 км южнее Пуатье, в 31 км к северу от Ангулема.

## Население
Население коммуны на 2008 год составляло 346 человек.
| 1962 | 1968 | 1975 | 1982 | 1990 | 1999 | 2008 |
| ---- | ---- | ---- | ---- | ---- | ---- | ---- |
| 340  | 318  | 317  | 327  | 292  | 298  | 346  |

## Экономика
В 2007 году среди 202 человек в трудоспособном возрасте (15—64 лет) 133 были экономически активными, 69 — неактивными (показатель активности — 65,8 %, в 1999 году было 71,7 %). Из 133 активных работали 118 человек (63 мужчины и 55 женщин), безработных было 15 (7 мужчин и 8 женщин). Среди 69 неактивных 12 человек были учениками или студентами, 33 — пенсионерами, 24 были неактивными по другим причинам.

## Фотогалерея
- Церковь
- Военный мемориал
- Карта коммуны